# Wiktar Sujeu
Wiktar Walerjewitsch Sujeu (belarussisch Віктар Валер'евіч Зуеў, russisch Виктор Валерьевич Зуев Wiktor Walerjewitsch Sujew; * 22. Mai 1983 in Wizebsk) ist ein belarussischer Amateurboxer. Sein größter Erfolg war der Gewinn der Silbermedaille im Schwergewicht, bei den Olympischen Sommerspielen 2004.

## Boxkarriere
Der mehrfache belarussische Meister wurde 1998 in Jūrmala Kadetten-Europameister und 1999 in Sarajevo Junioren-Europameister im Mittelgewicht. Bei der Kadetten-Europameisterschaft 1999 in Baku, erreichte er den zweiten Platz.
Bei der Europameisterschaft 2002 in Perm, gewann er durch einen Walkover-Ausstieg im Halbfinale gegen Jewgeni Makarenko, die Bronzemedaille im Schwergewicht.
Auch bei der 12. Weltmeisterschaft 2003 in Bangkok, stieg er im Halbfinale des Schwergewicht aus und gewann ebenfalls die Bronzemedaille. Sein Gegner im Halbfinale wäre Odlanier Solís gewesen.
2004 wurde er in Pula nach Finalniederlage gegen Alexander Alexejew, Vize-Europameister im Schwergewicht.
Bei seiner Teilnahme im Schwergewicht an den 28. Olympischen Sommerspielen 2004 in Athen, gewann er nach Finalniederlage gegen Odlanier Solís, die Silbermedaille. Bei den 29. Olympischen Sommerspielen 2008 in Peking, unterlag er bereits im ersten Kampf dem Italiener Clemente Russo.
Bei der 15. Weltmeisterschaft 2009 in Mailand, gewann er die Bronzemedaille im Superschwergewicht. Er war erst im Halbfinale gegen Roberto Cammarelle unterlegen.
2010 wurde er in Moskau, Vize-Europameister im Superschwergewicht. Er war im Finale gegen Sergei Kusmin gescheitert.
Bei Europameisterschaften 2011 traf Sujeu bereits in der Vorrunde auf Roberto Cammarelle, Italien, und musste sich ihm vorzeitig geschlagen geben (RSC 2.). Auch bei den Weltmeisterschaften im selben Jahr hatte Sujeu wenig Erfolg. Er scheiterte im Viertelfinale an Erik Pfeifer, Deutschland (18:15).
Um sich trotz dieses Misserfolgs für die Olympischen Spiele 2012 zu qualifizieren, nahm Sujew am europäischen Olympiaqualifikationsturnier in Trabzon teil, bei dem er jedoch im Achtelfinale gegen Magomed Omarow, Russland (16:7), ausschied und somit die Olympiaqualifikation verpasste.
In der Saison 2011/2012 kämpfte Sujeu für Istanbul in der World Series of Boxing, wobei er von vier Kämpfen alle gewinnen konnte. Bei den Europameisterschaften 2013 in Minsk, gewann er eine Bronzemedaille im Superschwergewicht. Nach Siegen gegen Szabolcs Deél aus Ungarn und Egor Plewako aus der Ukraine, stieg er kampflos im Halbfinale aus.